# 錫爾河 (西班牙)

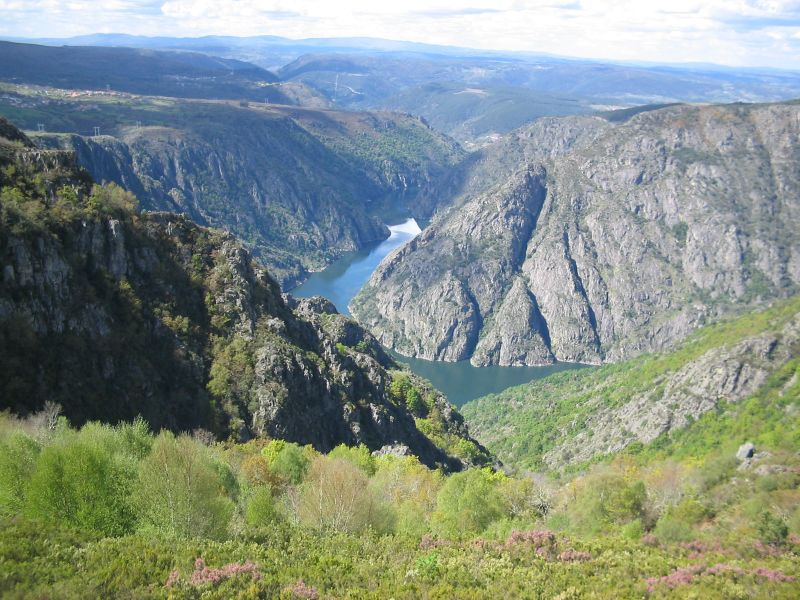
俯瞰錫爾河

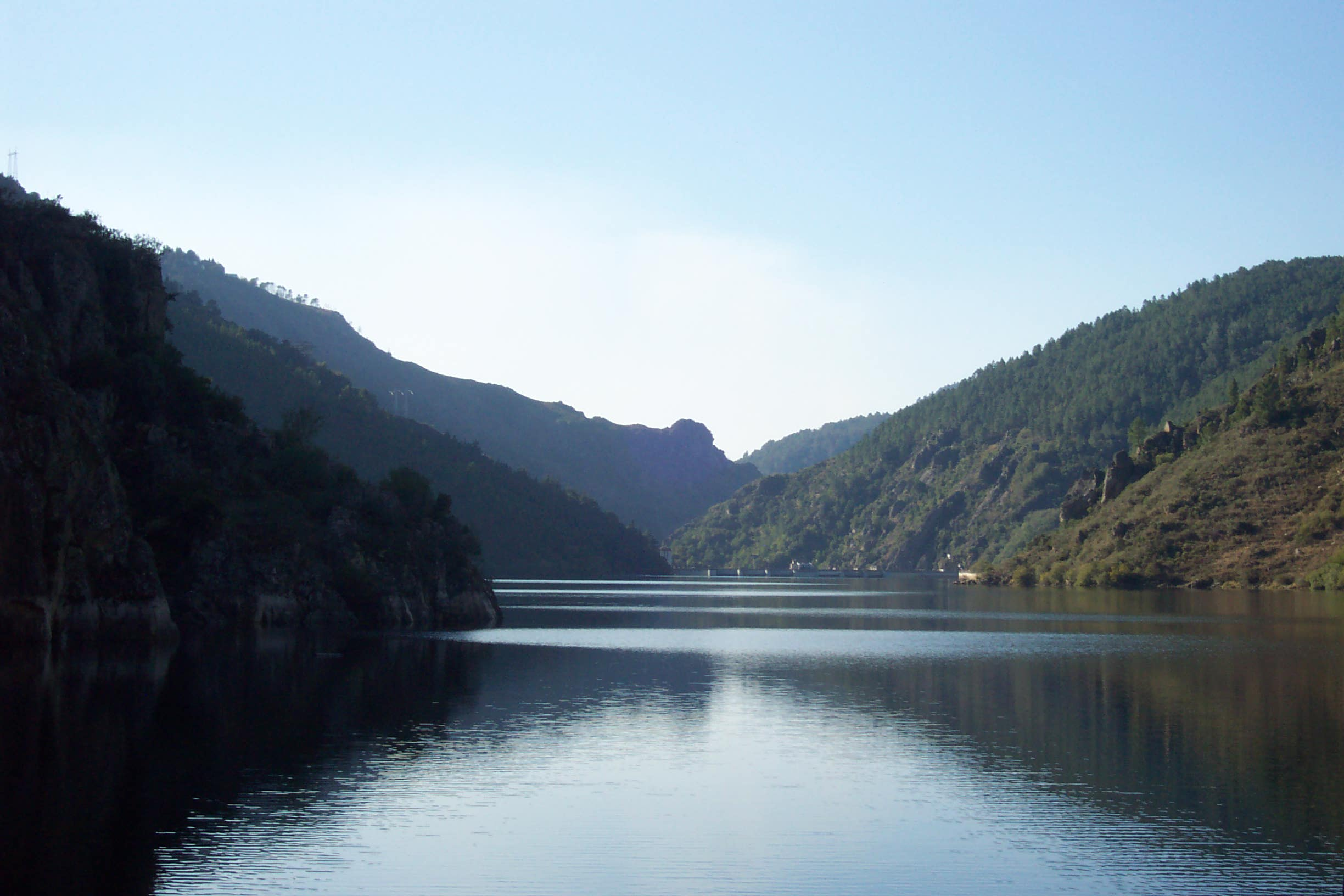
錫爾河

錫爾河（西班牙語：Río Sil）是西班牙的河流，位於該國西北部，屬於米尼奧河的左支流，發源自坎塔布連山脈，河道全長228公里，流域面積7,982平方公里，平均流量每秒100立方米。